# 白俄羅斯共和國國家安全委員會

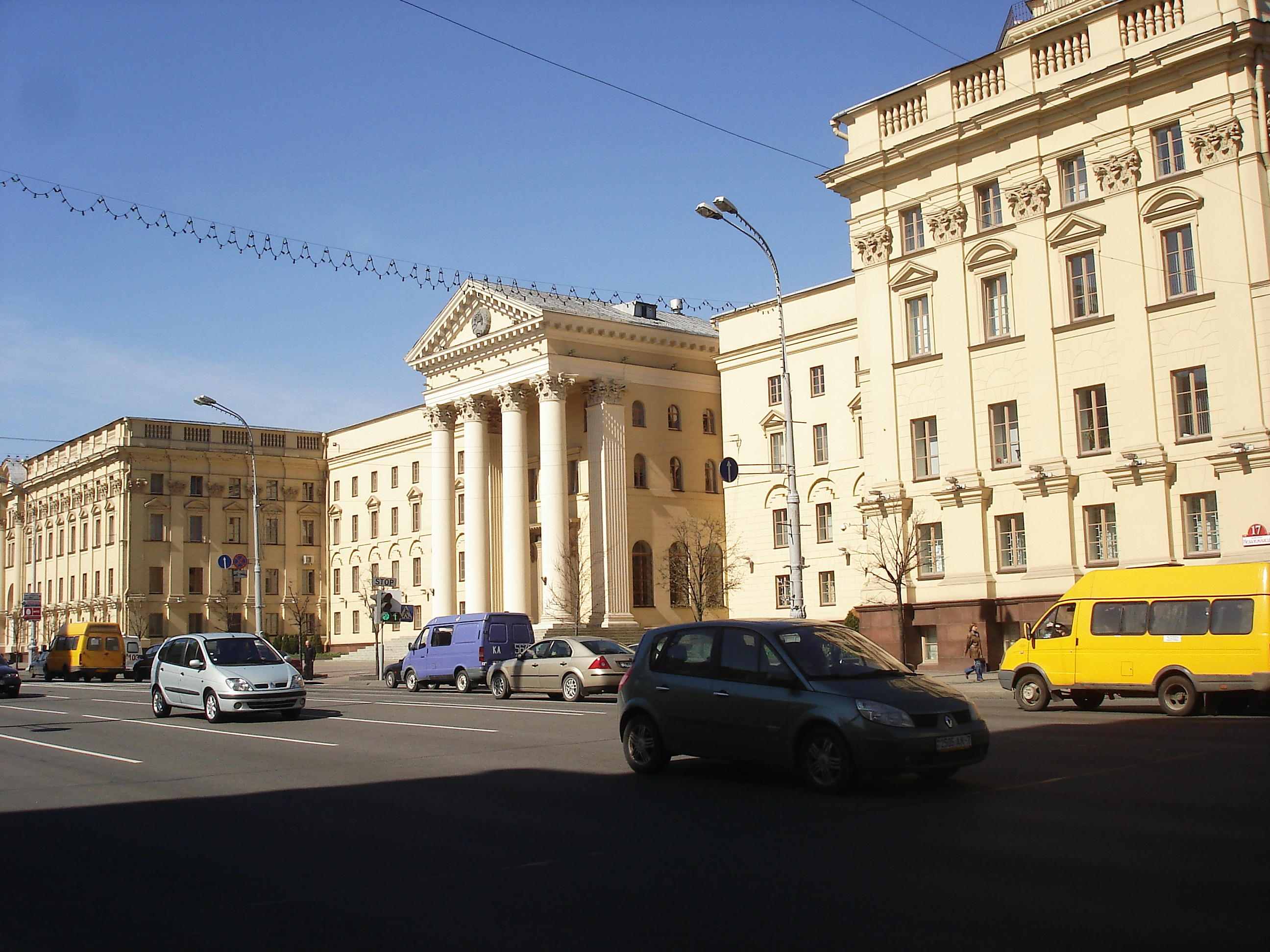
位於明斯克的克格勃總部

白俄羅斯共和國國家安全委員會（簡稱：КДБ РБ，簡稱：КГБ РБ）是白俄羅斯共和國的國家情報機構，繼承自蘇聯時期的KGB。該組織亦是少數在蘇聯解體後仍然保留著“KGB”（КГБ）命名的情報機構之一（德涅斯特河沿岸共和國及南奥塞梯共和國的情報機構亦沿用KGB一稱），儘管它在白俄羅斯語中譯為“КДБ”（拉丁化為KDB）。
白俄羅斯KDB目前是由白俄羅斯總統亞歷山大·盧卡申科所掌控。

## 外部連結
- 白俄羅斯共和國國家安全委員會官方網站 （页面存档备份，存于） （英文）